# LGVブルターニュ-ペイ・ド・ラ・ロワール線
LGVブルターニュ-ペイ・ド・ラ・ロワール線（フランス語: La LGV Bretagne-Pays de la Loire、LGV BPL）または新10号線（フランス語: ligne nouvelle 10、LN10）は、フランスのル・マン近郊とレンヌ近郊を結ぶ高速鉄道路線である。LGV大西洋線と連結され、レンヌやラヴァル、ナントなどの都市への所要時間短縮を実現させた。
総工費約34億ユーロを投じて2008年に計画され、2012年に着工、2017年7月2日に開業した。9.9億ユーロずつをフランス政府と地方政府が、残りの約10.2億をフランス鉄道線路事業公社（現SNCF Réseau）が負担している。

## 沿革
- 2009年6月19日 - ブイグとエファージュ、ヴァンシの国内ゼネコン3社が応札[2]。
- 2011年
  - 1月18日 - エファージュ社が落札[3]。
  - 7月12日 - 財務計画合意[1]。
  - 11月2日 - 信号システム入札でアンサルドSTSが落札[4]。
- 2012年夏 - 起工[5]。
- 2014年秋 - 軌道工事着手。
- 2015年 - 機電系統工事着手。
- 2016年11月 - 試運転開始。
- 2017年
  - 1月 - 最高速度352km/hを記録[6]。
  - 5月12日 - フランス国鉄への引渡
  - 7月2日 - 開業、TGV改めInOuiとOuigoが運行開始[7]。

## ルート

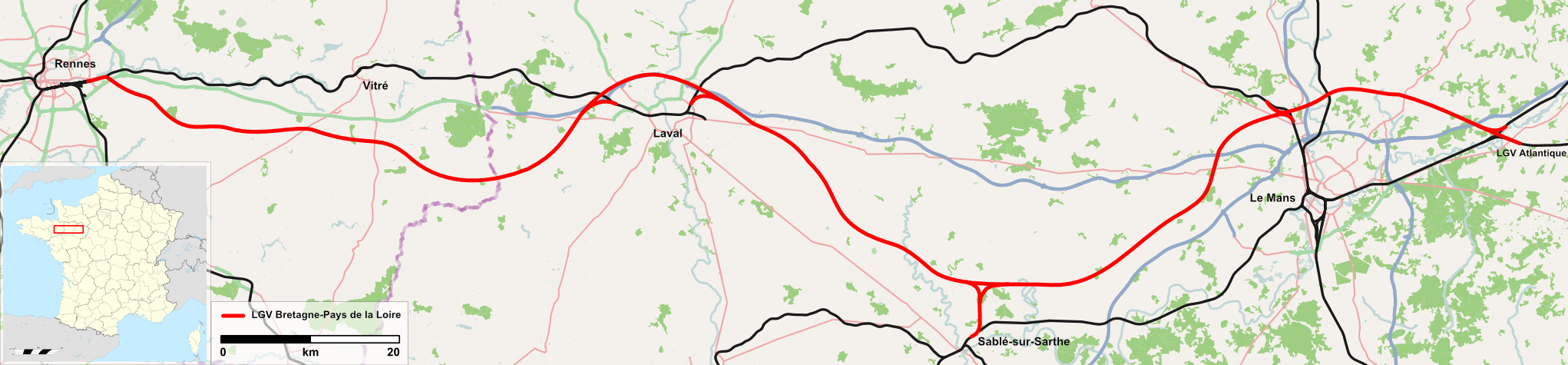
路線図

サルト県コネレ付近でLGV大西洋線ル・マン支線西端（パリ起点約178km地点）から西に進み、ル・マン北部郊外を経てサブレ＝シュル＝サルト付近で在来線（ル・マン-アンジェ線）と連絡、再度北方向に進路を変えラヴァル近郊で在来線と接続、レンヌ東側のイル＝エ＝ヴィレーヌ県セソン＝セヴィニェに至る総延長214km、うち高速線の本線が182kmである。

## 所要時間
開業後の所要時間（△短縮時分）
- パリ - ラヴァル：1時間10分（△22分）
- パリ - レンヌ：1時間26分（△37分）
- パリ - ナント：1時間52分（△8分）
- パリ - サン・マロ：2時間14分（△42分）
- パリ - ロリアン：2時間56分（△42分）
- パリ - ブレスト：3時間25分（△46分）
- ル・マン - レンヌ：41分（△29分）
- リール - レンヌ：3時間20分（△30分）
- リヨン - レンヌ：3時間50分（△30分）
- マルセイユ - レンヌ：4時間50分（△30分）